# عبد الرحيم النشيري
عبد الرحيم النشيري (و. 5 يناير 1965 -) هو مواطن سعودي متهم في التورط بتفجير يو إس إس كول وغيرها من الهجمات الإرهابية. وأتهم بأنه ترأس عمليات لتنظيم القاعدة في الخليج العربي، قبل اعتقاله في نوفمبر 2002 من قبل وكالة المخابرات المركزية.
ألقي القبض على النشيري في دبي عام 2002 واحتُجز لأربع سنوات في سجون سرية تابعة لوكالة المخابرات المركزية الأمريكية تُعرف باسم «المواقع السوداء» في أفغانستان وتايلاند وبولندا والمغرب ورومانيا قبل نقله إلى معتقل جوانتانامو. وأثناء استجوابه عرض النشيري للغرق وهي تقنية تم تصنيفها على أنها تعذيب. في عام 2005 قامت وكالة المخابرات المركزية الأمريكية بتدمير شرائط تعذيب النشيري بالإيهام بالغرق وفي حادثة أخرى كان عارياً ومغطى الرأس ومهُدداً بالسلاح ومثقب كهربائي لإخافته من التحدث.
تم منح النشيري وضع الضحية في عام 2010 من قبل الحكومة البولندية وبدأ المدعي العام البولندي «التحقيق في احتمال إساءة استخدام السلطة من قبل الموظفين العموميين البولنديين فيما يتعلق بموقع وكالة المخابرات المركزية السوداء» في عام 2008.
في ديسمبر 2008 اتهمت الولايات المتحدة النشيري أمام لجنة عسكرية في غوانتانامو،  وتم إسقاط التهم في فبراير 2009 وأعيدت في عام 2011،  واعتبارًا من عام 2011 يحاكم النشيري أمام محكمة عسكرية في غوانتانامو بتهمة ارتكاب جرائم حرب تنطوي على عقوبة الإعدام، ونظرًا لأنه من غير المحتمل إطلاق سراحه إذا لم يتم إدانته فقد وصف محاموه القضية بأنها محاكمة صورية.
في أبريل 2019 ألغت لجنة من ثلاثة قضاة من محكمة الاستئناف الأمريكية لدائرة مقاطعة كولومبيا جميع الأوامر الصادرة عن العقيد في سلاح الجو فانس سباث القاضي العسكري الرئيسي في قضية النشيري من نوفمبر 2015  وكان أساس ذلك بأن سباث قد فشل في الكشف بشكل صحيح عن مفاوضات التوظيف المستمرة مع وزارة العدل للننشيري.

## خلفية
ولد النشيري في المملكة العربية السعودية وسافر إلى أفغانستان في أوائل التسعينيات للمشاركة في الهجمات ضد الروس في المنطقة، في الوقت الذي قدمت لهم الولايات المتحدة الدعم اللازم، وفي عام 1996 سافر إلى طاجيكستان ثم إلى جلال آباد بأفغانستان، حيث قابل أسامة بن لادن لأول مرة. حاول بن لادن إقناع النشيري بالانضمام إلى تنظيم القاعدة في هذه المرحلة لكنه رفض لأنه وجد أن فكرة أداء قسم الولاء لأبن لادن ليست بغيضة، بعد سفر النشيري إلى اليمن يُزعم أنه بدأ النظر في ارتكاب أعمال إرهابية ضد مصالح الولايات المتحدة.
عندما عاد إلى أفغانستان في عام 1997 التقى بن لادن مرة أخرى لكنه رفض الانضمام إلى المجموعة الإرهابية، وبدلاً من ذلك قاتل مع طالبان ضد التحالف الشمالي الأفغاني ومع ذلك فقد ساعد في تهريب أربعة صواريخ مضادة للدبابات إلى المملكة العربية السعودية، وساعد في ترتيب حصول إرهابي على جواز سفر يمني، وكان ابن عمه جهاد محمد علي المكي أحد الانتحاريين في تفجيرات السفارة الأمريكية في كينيا عام 1998 .

## إدعاء الإنضمام للقاعدة

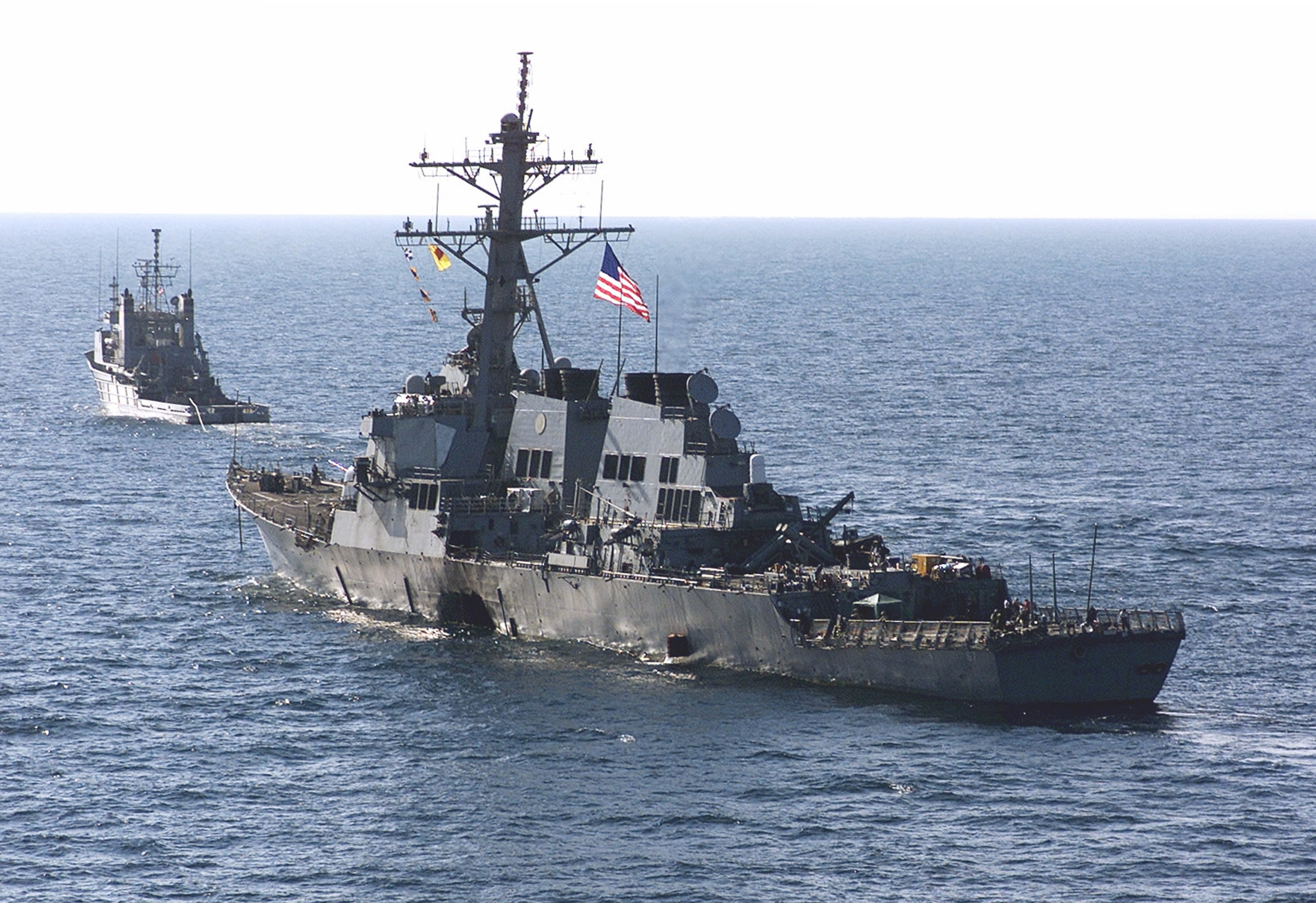
تم سحب يو اس اس كول من مدينة عدن الساحلية باليمن إلى البحر المفتوح في 29 أكتوبر 2000.

يزعم أن النشيري أنضم للقاعدة في عام 1998، وفي أواخر عام 1998 تصور مؤامرة لمهاجمة سفينة أمريكية باستخدام قارب مليء بالمتفجرات، ووافق بن لادن شخصيا على الخطة وقدم المال لها، وبعدها يزعم بأن النشيري حاول مهاجمة [[USS The Sullivans(DDG-68)|{{|1 = DDG-68|2 = The Sullivans|3 = The Sullivans (DDG-68)|4 = Invalid Optional Parameter |5 = USS (DDG-68)|6 = USS The Sullivans|USS The Sullivans (DDG-68)}}]] كجزء من مؤامرات هجوم الألفية عام 2000، لكن القارب الذي كان يستخدمه كان محملاً بالمتفجرات وبدأ في الغرق.
وكانت محاولته الثانية تفجير المدمرة الأمريكية يو إس إس كول والتي قُتل فيها سبعة عشر بحارًا أمريكيًا وأصيب آخرون، أدى هذا الهجوم إلى علو شأنه في تنظيم القاعدة، ويدعى بأنه كان قائد العمليات في شبه الجزيرة العربية،  وقد قام بتنظيم تفجير ناقلة ليمبورغ في عام 2002 لسفينة تحمل العلم الفرنسي قبالة اليمن.

## القبض عليه
في نوفمبر 2002 قبض على الناشيري في دولة الإمارات العربية المتحدة،  وهو محتجز لدى الجيش الأمريكي في معتقل خليج غوانتانامو،  وكان محتجزًا من قبل في بعض المواقع السرية، في 29 سبتمبر 2004 حُكم عليه بالإعدام غيابياً في محكمة يمنية لدوره في تفجير المدمرة الأمريكية يو إس إس كول.
قبل نقله إلى حجز عسكري في غوانتانامو احتُجز النشيري من قبل وكالة الاستخبارات المركزية في مواقع سوداء في تايلاند وبولندا لفترة زمنية غير معلنة، واختلف مسؤولو السي آي أيه حول دور الناشيري في التخطيط لتفجير كول. قال مسؤول في وكالة المخابرات المركزية الأمريكية عن النشيري: «لقد كان أحمق. لم يستطع قراءة أو فهم كتاب هزلي.» 

## الاستجواب
تم استجواب عبد الرحيم النشيري عدة مرات، وفي جلسة عام 2007 أمام محكمة عسكرية أرجع اعترافاته بالتورط في تفجير المدمرة الأمريكية كول إلى التعذيب، بما في ذلك الإيهام بالغرق،  تفاصيل التعذيب التي عرضها ناشري في الجلسة تم تنقيحها من النص.
حصل اتحاد الحريات المدنية الأمريكي على على نسخ أقل تنقيحاً من خلال طلبات قانون حرية المعلومات، من محكمة مراجعة حالة المقاتل التابعة لعبد الرحيم النشيري وثلاثة أسرى آخرين.
في بيانه الافتتاحي ذكر النشيري سبع اعترافات كاذبة أُرغم على الإدلاء بها أثناء تعذيبه بالمياه وهي:
1. حادثة السفينة التجارية الفرنسية ليمبورغ.
2. تفجير المدمرة الأمريكية كول.
3. الصواريخ في السعودية.
4. خطة قصف السفن الأمريكية في الخليج.
5. العلاقة مع أشخاص ارتكبوا تفجيرات في المملكة العربية السعودية.
6. أسامة بن لادن يمتلك قنبلة نووية.
7. خطة لاختطاف طائرة وتحطيمها في سفينة.

تعرض النشيري للتعذيب تحت إشراف مدير وكالة المخابرات المركزية الأمريكية جينا هاسبيل، ووصفه أحد أطباء البحرية الاحتياطية الذين قابلوه بأنه «أحد أكثر الأشخاص المصابين بصدمات نفسية الذين رأيتهم على الإطلاق».
في أغسطس / آب 2018 تم الإفراج عن برقية من موقع الاعتقال السري الذي يشرف عليه هاسبيل، والذي يرجع تاريخه إلى نوفمبر / تشرين الثاني 2002 والتي من المحتمل أن تأذن بها إذا لم تكتبها، بسبب دعوى قضائية تتعلق بحرية المعلومات، وهي تصف تعذيب الناشيري بالتفصيل، بما في ذلك انتقاد ضد جدار وحبسه في صندوق صغير وإغراقة وحرمانه من النوم وتجريدة من الملابس والتهديد بتسليمه للآخرين الذين يقتلونه ويصفونه بأنه «فتاة صغيرة» و«فاسد» وسعودي ثري.
في مايو 2011 رفع محامو النشيري قضية ضد بولندا أمام المحكمة الأوروبية لحقوق الإنسان، قالوا فيها بإن الناشيري احتُجز وتعرض للتعذيب في سجن سري لـ «موقع أسود» تابع لوكالة الاستخبارات المركزية (سي آي أيه) شمال وارسو منذ ديسمبر 2002 إلى يونيو 2003 بالتعاون مع الحكومة البولندية أو بموافقتها.

### إلغاء الأمر
في 29 كانون الثاني (يناير) 2009 أمرت إدارة الرئيس الأمريكي أوباما بإلغاء أمر يقضي بتعليق جميع جلسات لجنة غوانتانامو العسكرية لمدة 120 يومًا من قبل القاضي العسكري العقيد جيمس بول في قضية النشيري.

### سحب الاتهامات
في 5 فبراير 2009 تم سحب تهم الناشيري دون تحيز.

### عقوبة الإعدام
يعتزم الادعاء طلب عقوبة الإعدام للناشري،  وفي أبريل 2011 سمحت وزارة الدفاع لريتشارد كامين، وهو محام مدني ذو خلفية في الدفاع عن المشتبه بهم في قضايا عقوبة الإعدام، بالانضمام إلى فريق دفاع الناشيري.
أصبح الناشيري أول أسير في غوانتانامو يواجه عقوبة الإعدام.

### طلب إنهاء الادعاء
في خطاب في يوليو 2011 قال الفريق القانوني للناشري:
من خلال إلحاق الأذى الجسدي والنفسي، قتلت الحكومة بالفعل الرجل الذي احتجزته قبل حوالي 10 سنوات، ومن خلال تعذيب النشيري وتعريضه لمعاملة قاسية ولاإنسانية ومهينة، فقد أسقطت الولايات المتحدة حقها في محاكمته وبالتأكيد قتلته.

### التماسات الدفاع المقدمة في أبريل 2012
نظر رئيس الجلسة جيمس بوهل في عدة طلبات خلال جلسة استماع تمهيدية في 11 أبريل 2012،  وأجل الأحكام على كثير منهم، لقد أصدر حكمًا بفك القيود المفروضة على النشيري والسماح له بلقاء محاميه، الذين زعموا أنه تعرض لصدمة بسبب تكبيله بالأغلال لسنوات في سجون سرية تابعة لوكالة المخابرات المركزية الأمريكية، وأن تقييده أثناء الاجتماعات يضعف قدرته على العمل مع محاميه.

## فحص الصحة العقلية
قرر رئيس الجلسة جيمس بول في 7 فبراير 2013 أن تقوم لجنة مستقلة من خبراء الصحة العقلية بفحص النشيري، والإبلاغ عن كيفية تأثير التعذيب الموثق الذي تعرض له على قدرته على المساعدة في دفاعه،  ودعا بوهل مدير مركز والتر ريد الطبي الوطني العسكري لترشيح أعضاء فريق الفحص،  ودعا الفريق لتقديم تقرير بحلول 1 أبريل 2013، ومن المفترض أن يحصل الفريق على حق الوصول الكامل إلى الملفات الطبية للنشيري، بما في ذلك السجلات السرية العليا من عهده في حجز وكالة المخابرات المركزية، وقد طلب الادعاء التقييم.
اعترض فريق دفاع النشيري على التقييم، بناءً على شكوكهم في إمكانية الاعتماد على فريق عينه مكتب اللجان العسكرية، ودعوا الفريق إلى الاعتماد على نصيحة «فنسنت إيكوبينو» حول كيفية إجراء مقابلة مع النشيري دون التسبب في أضرار إضافية، وهو خبير مشهور في مجال التعذيب قد أدلى بشهادته أمام اللجنة العسكرية في 5 فبراير 2013 حول الآثار المحتملة للتعذيب على النشيري.
ووفقًا لريتشارد كامين كبير محامي نشيري فإن الخبيرة النفسية سوندرا كروسبي تعتقد أن ناشري «واحدة من أكثر ضحايا التعذيب تضرراً» التي فحصتها على الإطلاق.

## اللجنة العسكرية
في عام 2011 عقد نائب الأدميرال بروس ماكدونالد لجنة عسكرية في غوانتانامو بموجب قانون اللجان العسكرية لعام 2009 لمحاكمة الناشيري بتهمة تفجير المدمرة الأمريكية يو إس إس كول وإم / في ليمبورغ ومحاولة تفجير المدمرة يو إس إس ذا سوليفانز (DDG) -68). ثم رفع النشيري دعوى قضائية ضد نائب الأدميرال ماكدونالد في محكمة الولايات المتحدة للمنطقة الغربية بواشنطن لمنع اللجنة وفي مايو 2012، رفض قاضي المحكمة الأمريكية روبرت جنسن برايان مطالبة النشيري. هذا الحكم أكدته محكمة الاستئناف بالولايات المتحدة الأمريكية لقضاة الدائرة التاسعة في ديسمبر 2013.
في 18 فبراير 2014 حاول النشيري فصل محاميه ريك كاممن، ومنح القاضي بول مهلة حتى 19 فبراير 2014، للسماح لكاممن محاولة إصلاح العلاقة مع موكله، وإذا لم يتمكن الاثنان من التغلب على خلافاتهما، فسيُسمح للناشري بطرد كامن بموجب قواعد اللجنة العسكرية الحالية.
في أغسطس 2014 رفض قاضي المحاكمة العسكرية التهم المتعلقة بتفجير ليمبورغ إم / في. وناشدت الحكومة محكمة الولايات المتحدة بمراجعة اللجنة العسكرية وقدم النشيري التماساً إلى محكمة الاستئناف في الولايات المتحدة لاستصدار أمر مستعجلا بإعلان عدم أهلية القضاة العسكريين، وفي يونيو 2015 رفضت قاضية الدائرة كارين ل. هندرسون والتي انضم إليها القاضيان جوديث دبليو روجرز ونينا بيلارد التماس النشيري.
في 18 أكتوبر 2016 اتخذ القاضي العسكري الجديد العقيد في سلاح الجو فانس سباث خطوة وصفها ستيفن فلاديك، أستاذ القانون وخبير الأمن القومي بأنها «غير مسبوقة» . كان سبات قد وضع ستيفن جيل رهن الاحتجاز لإجباره على الإدلاء بشهادته في جلسة استماع قبل المحاكمة.
في أكتوبر 2018 قدم النشيري التماسًا إلى محكمة الاستئناف الأمريكية لدائرة مقاطعة كولومبيا للحصول على أمر قضائي سعياً لإخلاء جميع أوامر اللجنة العسكرية الصادرة عن العقيد سبات.
وجادل النشيري أن سباث أخفق في الإفصاح عن طلب وظيفته إلى وزارة العدل ومفاوضات التوظيف اللاحقة فيما يتعلق بوظيفة مفتوحة لقاضي الهجرة في المكتب التنفيذي لمراجعة الهجرة، مما أدى إلى ظهور تحيزه، وتم إلغاء أهليته من رئاسة اللجنة العسكرية للناشري. تقاعد سباث في 1 نوفمبر 2018 وعينه المدعي العام جيف سيشنز قاضيا للهجرة في أكتوبر 2018.
بعد إجراء مرافعات شفهية أمام لجنة مؤلفة من القاضي روجرز وتاتيل وجريفيث أخلت المحكمة جميع الأوامر الصادرة عن سباث، وخلصت إلى أن «طلب الوظيفة من Spath إلى وزارة العدل أوجد مظهرًا غير مؤات من الحياد».

## حكم المحكمة الأوروبية لحقوق الإنسان
في 24 يوليو 2014 قضت المحكمة الأوروبية لحقوق الإنسان (ECHR) بأن بولندا انتهكت الاتفاقية الأوروبية لحقوق الإنسان عندما تعاونت مع الولايات المتحدة من خلال السماح لوكالة المخابرات المركزية الأمريكية باحتجاز وتعذيب النشيري وأبو زبيدة على أراضيها في عام 2002-2003.
وأمرت المحكمة الحكومة البولندية بدفع 100 ألف يورو لكل منهما تعويضاً عن الأضرار التي لحقت بهم. وأمرت المحكمة الأوروبية لحقوق الإنسان الحكومة البولندية بالإفصاح عن تفاصيل اعتقالهم والسعي للحصول على تأكيدات دبلوماسية من الولايات المتحدة بأن النشيري لن يتم إعدامه.
في 31 مايو 2018 في قضية النشيري ضد رومانيا (الطلب رقم 33234/12)، زعمت المحكمة أن رومانيا كانت متواطئة في عملية الترحيل السري التي قامت بها وكالة المخابرات المركزية الأمريكية، وتعرضت لانتهاكات عديدة من الاتفاقية الأوروبية لحقوق الإنسان.
في 31 أيار (مايو) 2018 قضت المحكمة الأوروبية لحقوق الإنسان بأن رومانيا وليتوانيا انتهكتا حقوق أبو زبيدة وعبد الرحيم النشيري في 2003-2005 وفي 2005-2006 على التوالي، وصدرت أوامر إلى ليتوانيا ورومانيا بدفع 100 ألف يورو كتعويضات. لكل من أبو زبيدة والنشيري.

## روابط خارجية
- قد يتم رفض قضية النشيري بسبب مزاعم التعذيب 22 أبريل 2011
- المدعون البولنديون يحققون في مزاعم تعذيب وكالة المخابرات المركزية في موقع أسود Deutsche Welle ، 8 أكتوبر / تشرين الأول 2010
- دفعت بولندا للتحقيق في الأفعال في سجن وكالة المخابرات المركزية 22 سبتمبر 2010
- مصادر أسوشيتد برس: رجل سابق من مكتب التحقيقات الفيدرالي متورط في الاعتداء على وكالة المخابرات المركزية   7 سبتمبر 2010
- قامت وكالة المخابرات المركزية الأمريكية باستجواب مشتبه به في تنظيم القاعدة في بولندا، حسب زعم الأمم المتحدة ، 28 يناير 2010
- تقرير لجنة 11/9 النهائي
- الناشيري يقول إن التعذيب أثار اعترافًا بتفجير المدمرة الأمريكية كول 30 مارس 2007
- التحقيق في حاملة الطائرات الأمريكية كول كول تفجر صحيفة الواشنطن بوست في 4 مايو 2008
- ريز خان - سجون المخابرات المركزية الأمريكية السرية - تقرير الجزيرة باللغة الإنجليزية حول قضية الناشيري (فيديو، 22 دقيقة)